# Helene von Breuning

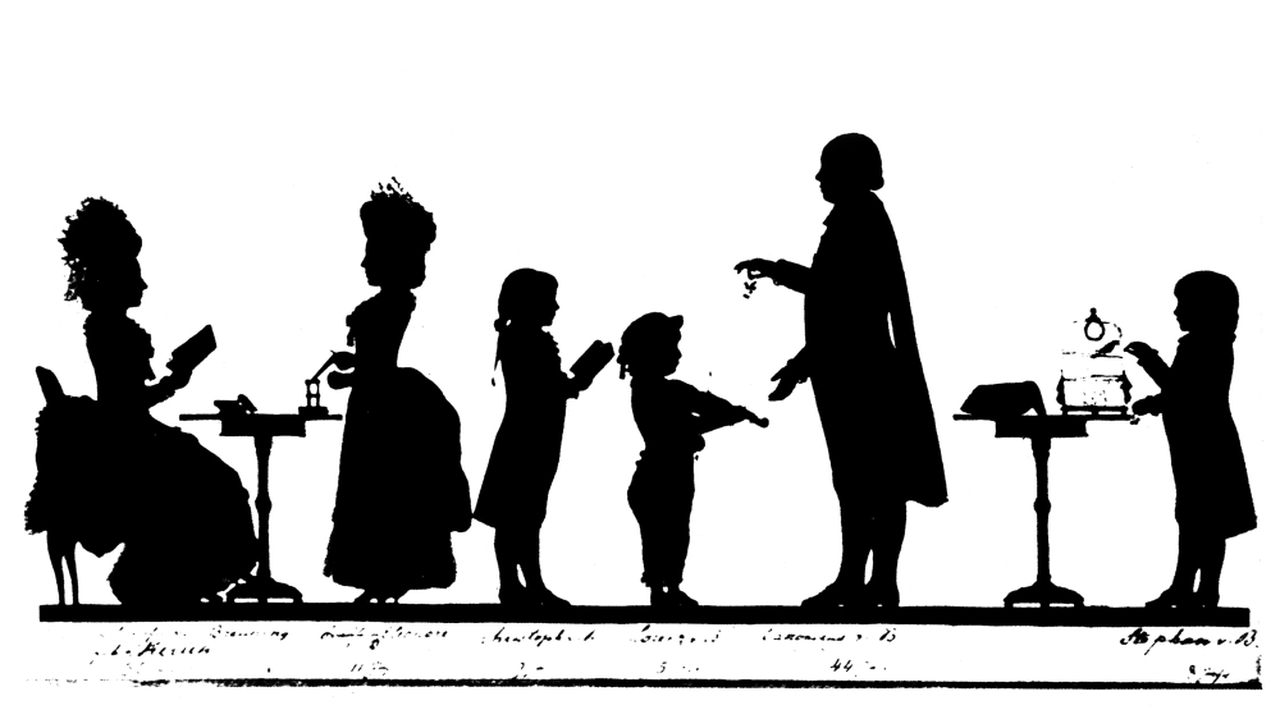
Helene von Breuning, Kinder Eleonore, Christoph, und Lorenz, Bruder Abraham und Sohn Stephan

Helene Genoveva von Breuning, geb. von Kerich (* 3. Januar 1750 in Köln; † 9. Dezember 1838 in Koblenz) war eine Angehörige der Bonner Oberschicht, die Ludwig van Beethoven in gesellschaftliche Kreise einführte und ihm Bildung vermittelte. Sie wurde aufgrund der engen Bindung später als „zweite Mutter“ des Komponisten bezeichnet, da sie seinen frühen Werdegang wohlwollend prägte.

## Leben

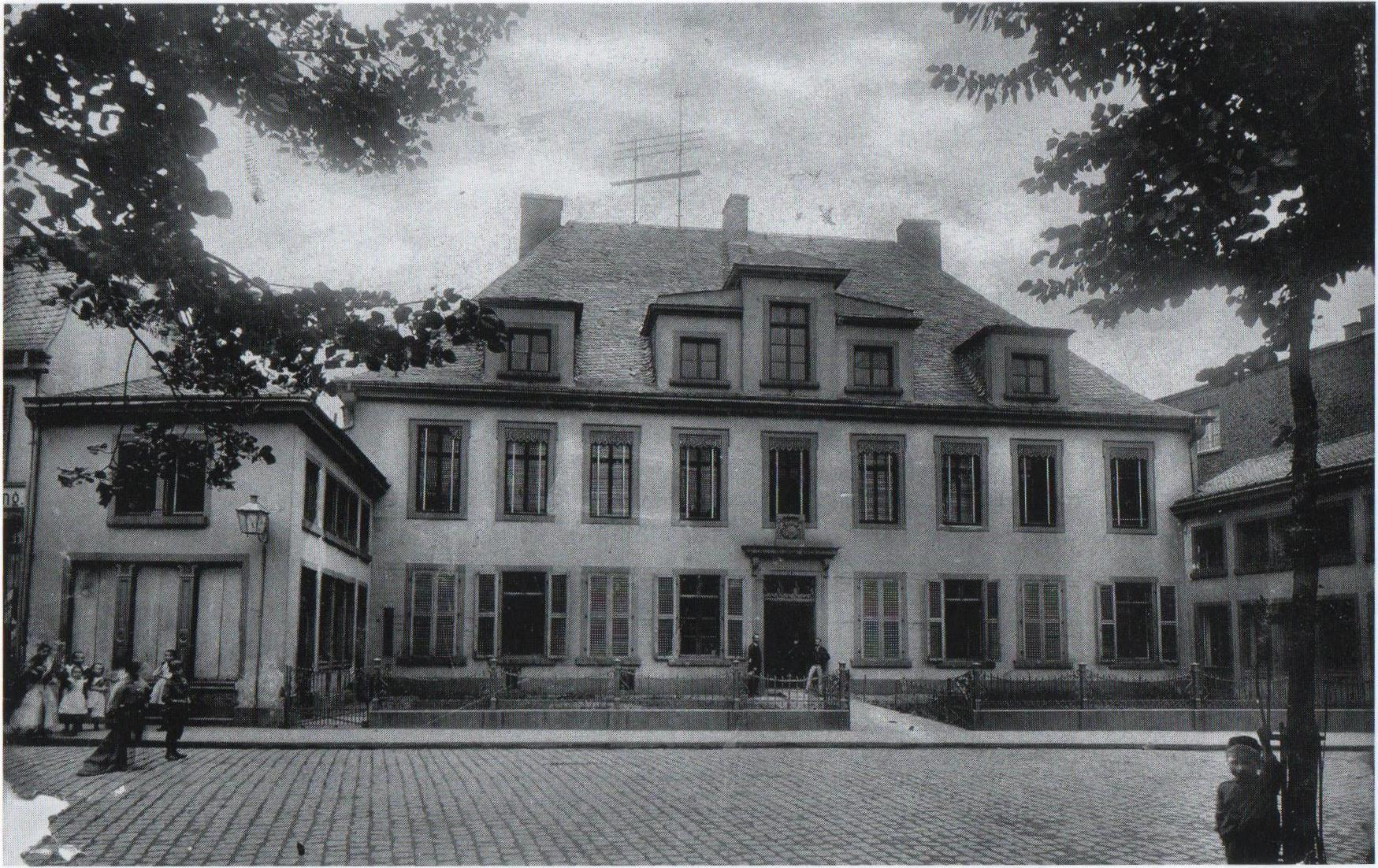
Das damalige Haus der Familie Breuning am Münsterplatz in Bonn, Aufnahme ca. 1890

Helene von Kerich war die Tochter von Stephan von Kerich (* 1711; † 3. Juli 1782 in Bonn), Geheimrat und spätestens ab 1762 kurfürstlicher Leibarzt. Ihr Bruder Abraham wurde Kanonikus und Scholaster beim Archidiakonalstift zu Bonn. Sie heiratete 1770 den kurfürstlichen Hofrat Emanuel Joseph von Breuning (* 11. Oktober 1741 in Mergentheim; † 15. Januar 1777 in Bonn), der bei dem Versuch starb, Akten bei dem Schlossbrand in Bonn zu retten. Mit vier Kindern Christoph, Eleonore (* 23. April 1771 in Bonn; † 13. Juli 1841 in Koblenz), Stephan und Lorenz lebte die Witwe bis 1815 in Bonn, später in Kerpen und Beul. Ab 1785 war ihr Haus am Bonner Münsterplatz ein Rückzugsort für den jungen Ludwig van Beethoven, damals 15 Jahre alt und eingestellt als Klavierlehrer der Kinder Eleonore und Lorenz, die zwei bzw. sieben Jahre jünger waren. Er war dort so oft wie möglich und übernachtete auch gelegentlich dort. Eleonore war die erste Liebe Beethovens und heiratete 1802 einen langjährigen Freund Beethovens, Franz Gerhard Wegeler. Auch Sohn Stephan, vier Jahre jünger als Beethoven, blieb lebenslang ein guter Freund des Komponisten. Im Haus der Breunings eignete sich Beethoven nach dem Zeugnis Wegelers gehobenere gesellschaftliche Umgangsformen an und kam erstmals in engen Kontakt mit Literatur und Dichtung. Einer ihrer Enkel war der Jurist und Politiker Carl von Breuning.